# Grand Prix Australii 1992
Grand Prix Australii 1992 (oryg. Foster's Australian Grand Prix) – ostatnia runda Mistrzostw Świata Formuły 1 w sezonie 1992, która odbyła się 8 listopada 1992, po raz ósmy na torze Adelaide Street Circuit.
57. Grand Prix Australii, ósme zaliczane do Mistrzostw Świata Formuły 1.

## Wyniki

### Kwalifikacje
| P  | Nr | Kierowca             | Konstruktor(-silnik)  | Opony | Czas     | Odstęp   | Strata   |
| -- | -- | -------------------- | --------------------- | ----- | -------- | -------- | -------- |
| 1  | 5  | Nigel Mansell        | Williams-Renault      | G     | 1:13.732 | -        | -        |
| 2  | 1  | Ayrton Senna         | McLaren-Honda         | G     | 1:14.202 | 0:00.470 | 0:00.470 |
| 3  | 6  | Riccardo Patrese     | Williams-Renault      | G     | 1:14.370 | 0:00.168 | 0:00.638 |
| 4  | 2  | Gerhard Berger       | McLaren-Honda         | G     | 1:15.114 | 0:00.744 | 0:01.382 |
| 5  | 19 | Michael Schumacher   | Benetton-Ford         | G     | 1:15.210 | 0:00.096 | 0:01.478 |
| 6  | 27 | Jean Alesi           | Ferrari               | G     | 1:16.091 | 0:00.881 | 0:02.359 |
| 7  | 4  | Andrea de Cesaris    | Tyrrell-Ilmor         | G     | 1:16.440 | 0:00.349 | 0:02.708 |
| 8  | 20 | Martin Brundle       | Benetton-Ford         | G     | 1:16.562 | 0:00.122 | 0:02.830 |
| 9  | 26 | Érik Comas           | Ligier-Renault        | G     | 1:16.727 | 0:00.165 | 0:02.995 |
| 10 | 11 | Mika Häkkinen        | Lotus-Ford            | G     | 1:16.863 | 0:00.136 | 0:03.131 |
| 11 | 9  | Michele Alboreto     | Footwork-Mugen-Honda  | G     | 1:16.937 | 0:00.074 | 0:03.205 |
| 12 | 12 | Johnny Herbert       | Lotus-Ford            | G     | 1:16.944 | 0:00.007 | 0:03.212 |
| 13 | 3  | Olivier Grouillard   | Tyrrell-Ilmor         | G     | 1:17.037 | 0:00.093 | 0:03.305 |
| 14 | 22 | Pierluigi Martini    | Dallara-Ferrari       | G     | 1:17.047 | 0:00.010 | 0:03.315 |
| 15 | 32 | Stefano Modena       | Jordan-Yamaha         | G     | 1:17.231 | 0:00.184 | 0:03.499 |
| 16 | 24 | Gianni Morbidelli    | Minardi-Lamborghini   | G     | 1:17.333 | 0:00.102 | 0:03.601 |
| 17 | 23 | Christian Fittipaldi | Minardi-Lamborghini   | G     | 1:17.367 | 0:00.034 | 0:03.635 |
| 18 | 10 | Aguri Suzuki         | Footwork-Mugen-Honda  | G     | 1:17.409 | 0:00.042 | 0:03.677 |
| 19 | 28 | Nicola Larini        | Ferrari               | G     | 1:17.465 | 0:00.056 | 0:03.733 |
| 20 | 33 | Maurício Gugelmin    | Jordan-Yamaha         | G     | 1:17.805 | 0:00.340 | 0:04.073 |
| 21 | 29 | Bertrand Gachot      | Larrousse-Lamborghini | G     | 1:17.808 | 0:00.003 | 0:04.076 |
| 22 | 25 | Thierry Boutsen      | Ligier-Renault        | G     | 1:17.957 | 0:00.149 | 0:04.225 |
| 23 | 17 | Emanuele Naspetti    | March-Ilmor           | G     | 1:18.138 | 0:00.181 | 0:04.406 |
| 24 | 21 | JJ Lehto             | Dallara-Ferrari       | G     | 1:18.565 | 0:00.427 | 0:04.833 |
| 25 | 16 | Jan Lammers          | March-Ilmor           | G     | 1:18.843 | 0:00.278 | 0:05.111 |
| 26 | 30 | Ukyō Katayama        | Larrousse-Lamborghini | G     | 1:18.862 | 0:00.019 | 0:05.130 |
| P  | Nr | Kierowca             | Konstruktor(-silnik)  | Opony | Czas     | Odstęp   | Strata   |

### Wyścig
| Poz. | Nr. | Kierowca             | Konstruktor           | Okrążeń | Czas/powód NU   | Poz. start. | Punktów |
| ---- | --- | -------------------- | --------------------- | ------- | --------------- | ----------- | ------- |
| 1    | 2   | Gerhard Berger       | McLaren-Honda         | 81      | 1:46:54.786     | 4           | 10      |
| 2    | 19  | Michael Schumacher   | Benetton-Ford         | 81      | + 0.741         | 5           | 6       |
| 3    | 20  | Martin Brundle       | Benetton-Ford         | 81      | + 54.156        | 8           | 4       |
| 4    | 27  | Jean Alesi           | Ferrari               | 80      | + 1 okrążenie   | 6           | 3       |
| 5    | 25  | Thierry Boutsen      | Ligier-Renault        | 80      | + 1 okrążenie   | 22          | 2       |
| 6    | 32  | Stefano Modena       | Jordan-Yamaha         | 80      | + 1 okrążenie   | 15          | 1       |
| 7    | 11  | Mika Häkkinen        | Lotus-Ford            | 80      | + 1 okrążenie   | 10          |         |
| 8    | 10  | Aguri Suzuki         | Footwork-Mugen-Honda  | 79      | + 2 okrążenia   | 18          |         |
| 9    | 23  | Christian Fittipaldi | Minardi-Lamborghini   | 79      | + 2 okrążenia   | 17          |         |
| 10   | 24  | Gianni Morbidelli    | Minardi-Lamborghini   | 79      | + 2 okrążenia   | 16          |         |
| 11   | 28  | Nicola Larini        | Ferrari               | 79      | + 2 okrążenia   | 19          |         |
| 12   | 16  | Jan Lammers          | March-Ilmor           | 78      | + 3 okrążenia   | 25          |         |
| 13   | 12  | Johnny Herbert       | Lotus-Ford            | 77      | + 4 okrążenia   | 12          |         |
| NU   | 21  | Jyrki Järvilehto     | Dallara-Ferrari       | 70      | Skrz. biegów    | 24          |         |
| NU   | 17  | Emanuele Naspetti    | March-Ilmor           | 55      | Skrz. biegów    | 23          |         |
| NU   | 29  | Bertrand Gachot      | Larrousse-Lamborghini | 51      | Prob. z paliwem | 21          |         |
| NU   | 6   | Riccardo Patrese     | Williams-Renault      | 50      | Silnik          | 3           |         |
| NU   | 30  | Ukyō Katayama        | Larrousse-Lamborghini | 35      | Mech. różnicowy | 26          |         |
| NU   | 4   | Andrea de Cesaris    | Tyrrell-Ilmor         | 29      | Silnik          | 7           |         |
| NU   | 5   | Nigel Mansell        | Williams-Renault      | 18      | Kolizja         | 1           |         |
| NU   | 1   | Ayrton Senna         | McLaren-Honda         | 18      | Kolizja         | 2           |         |
| NU   | 33  | Maurício Gugelmin    | Jordan-Yamaha         | 7       | Wypadł z toru   | 20          |         |
| NU   | 26  | Érik Comas           | Ligier-Renault        | 4       | Silnik          | 9           |         |
| NU   | 9   | Michele Alboreto     | Footwork-Mugen-Honda  | 0       | Silnik          | 11          |         |
| NU   | 22  | Pierluigi Martini    | Dallara-Ferrari       | 0       | Wypadek         | 14          |         |
| NU   | 3   | Olivier Grouillard   | Tyrrell-Ilmor         | 0       | Wypadek         | 13          |         |